# 岩から水を湧き出させるモーセ (ティントレット)
『岩から水を湧き出させるモーセ』（いわからみずをわきださせるモーセ、伊: Mosè fa scaturire l'acqua dalla roccia, 英: Moses Striking Water from the Rock）は、ルネサンス期のイタリアのヴェネツィア派の巨匠ティントレットが1577年に制作した絵画である。油彩。主題は『旧約聖書』「出エジプト記」17章で言及されているレピデムで起きた出来事から取られている。ティントレットが携わったヴェネツィアのサン・ロッコ大同信会の装飾事業の1つである、サラ・スペリオーレ（上階大広間）装飾の際に制作された天井画を構成する絵画の1つ。同じく天井画を構成する『青銅の蛇』（Il Serpente di bronzo）、『マナの収集』（La Raccolta della Manna）とともに5メートル四方を超える大作である。現在もサン・ロッコ大同信会に所蔵されている。

## 主題
エジプトを脱出したユダヤの民は放浪の旅を続け、シンの荒野を経てレピデムにたどり着いた。しかしレピデムには飲み水がなく、渇きに苦しんだ人々は預言者モーセに不満をぶつけた。「なぜあなたは我々をエジプトから連れ出し、渇きで死なせようとするのか」。人々がモーセを石で打ち殺すような勢いであったので、モーセは主に助けを求めた。主は「私がホレブの岩の上でモーセの前に立つので、アロンの杖で岩を打ちなさい。そうすればその場所から水が出て、人々の渇きを癒すであろう」と言った。そこでモーセは長老たちの目の前でそのようにした。ところで、レピデムに滞在している間、アマレク人が現れてユダヤ人を攻撃した。モーセはヨシュアに出撃を命じ、自身はアロンの杖を持って丘の頂上に登った。不思議なことに、モーセが手を上げているとユダヤ人が優勢となり、逆に手を下げるとアマレク人が優勢となった。やがてモーセは疲れ、手を上げることが出来なくなったため、アロンとホルがそれぞれモーセの左右の手を支えた。おかげでユダヤの民は日没まで優勢のまま戦い続け、アマレク人を打ち敗った。

## 制作経緯

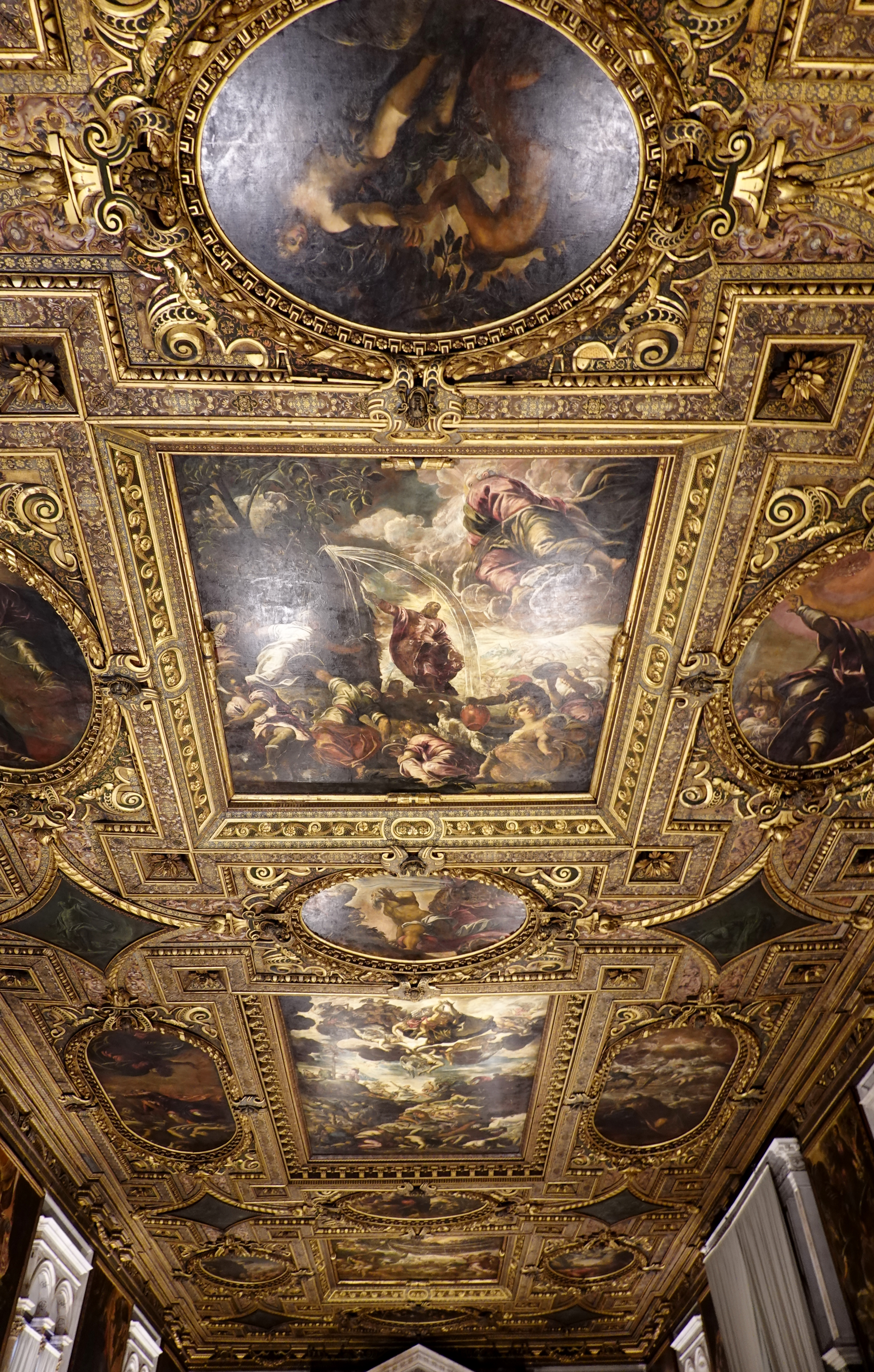
サラ・スペリオーレ（上階大広間）の天井画。

ティントレットは1564年から1587年という長期にわたり、聖ロクスを守護聖人とするサン・ロッコ大同信会および付属のサン・ロッコ教会の装飾に携わった。その作品総数は68点におよび、主題もイエス・キリストと聖母マリアの生涯、『旧約聖書』や聖ロクスの物語、聖人画、寓意画など多岐にわたる。このうち、同信会館のサラ・スペリオーレ（上階大広間）の装飾は、サラ・デッラルベルゴの装飾の完成から7年後の、1575年から1581年にかけて行われた。上階大広間は長年装飾されずに放置されていたが、ティントレットは1575年7月2日に天井の中央を飾る大作『青銅の蛇』を制作し、1年後の聖ロクスの祝日に届けることを申し出た。『青銅の蛇』は1576年8月に完成し、さらに天井画のために『岩から水を湧き出させるモーセ』と『マナの収集』、楕円形の絵画10点、菱形のテンペラ画8点を制作した（テンペラ画群は18世紀にジュゼッペ・アンジェリの作品に置き換えられた）。その後、1577年11月に天井画全体の装飾が完成すると、ティントレットはさらに壁面や祭壇を飾る絵画群の制作を申し出た。最終的にティントレットは上階大広間のために33点の作品を制作したが、「聖ロクスの崇敬の念と、同信会への愛情を示すため」同信会に制作費用を要求せず、その代わりに絵具と100ドゥカートの年金を要求した。ティントレットは同時期にドゥカーレ宮殿の装飾を行っているが、そちらは大部分を弟子に任せ、自身は上階大広間の制作を行った。

## 作品
ティントレットはモーセが手に持ったアロンの杖で岩を打ち、水を湧き出させる瞬間を描いている。渇いた人々が手に持った壺やボウルに水を満たしている。岩のそばにはイチジクが生い茂り、水はイチジクの葉を越えて鑑賞者に向かって噴出しているように見える。唯一神はユダヤの民を救うため上空の高い場所に来臨している。父なる神は超自然的な大きな水晶の球体に乗っているように見える。背景にはアマレク人とユダヤ人の戦いが描かれている。ティントレットはモーセに対するユダヤの人々の不満に対して、画面左上の岩のそばに約束の地を象徴するイチジクを配置することで、砂漠を移動するユダヤの民が最終的に約束の地へ到達するという希望を込めている。またモーセが持った杖を上に掲げさせることで、背景のアマレク人との戦いに勝利を保証している。
上階大広間の3点の主要な天井画は、いずれもサン・ロッコ大同信会の慈善活動を反映した主題が選択されている。すなわち『岩から水を湧き出させるモーセ』と『マナの収集』は明らかに貧しい人々を渇きと飢えから救う同信会の活動を暗示している。
また本作品では、モーセはキリストの先駆的存在であるという予型論的解釈に基づき、「出エジプト記」17章におけるモーセをキリストの犠牲による人類の救済の先駆けとして位置づけている。たとえば画面中央のモーセの服装とポーズはキリストを思い起こさせる。モーセが打った岩はロンギヌスの槍で傷を受けたキリストの身体の予型であり、同様に岩から湧き出て人々の容器に受け止められる水は、キリストが処刑されたのち脇腹に受けた傷口から流れ出し、天使たちの杯に受け止められる聖血と水の予型である。このように、モーセの奇跡はキリストの犠牲を示し、さらにキリストの犠牲に由来する2つの秘跡、洗礼と聖体を示している。キリストの犠牲への言及はモーセが手にしたアロンの杖にも表れている。画中の杖は棒状に見えるが、実際には十字架の形をしている。

## ギャラリー
他の天井画連作

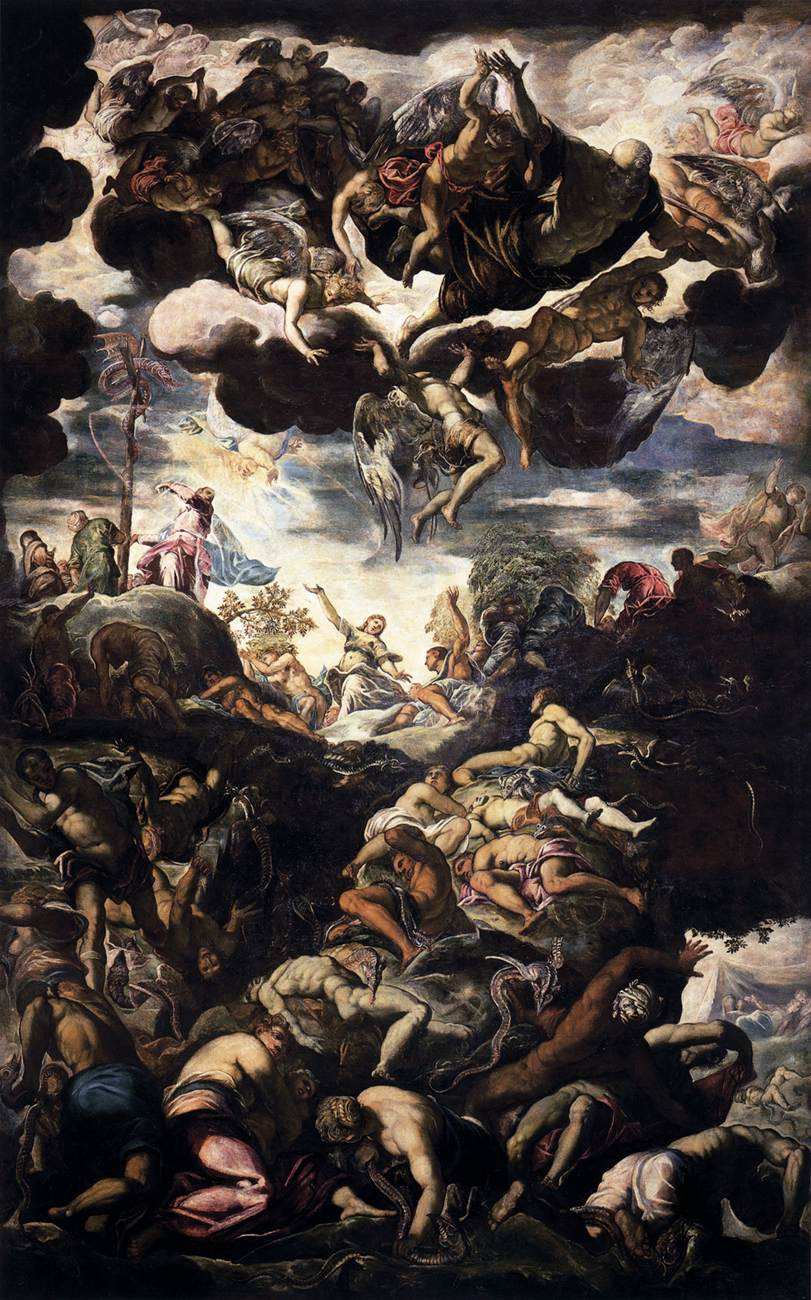
『青銅の蛇』1575年から1576年の間
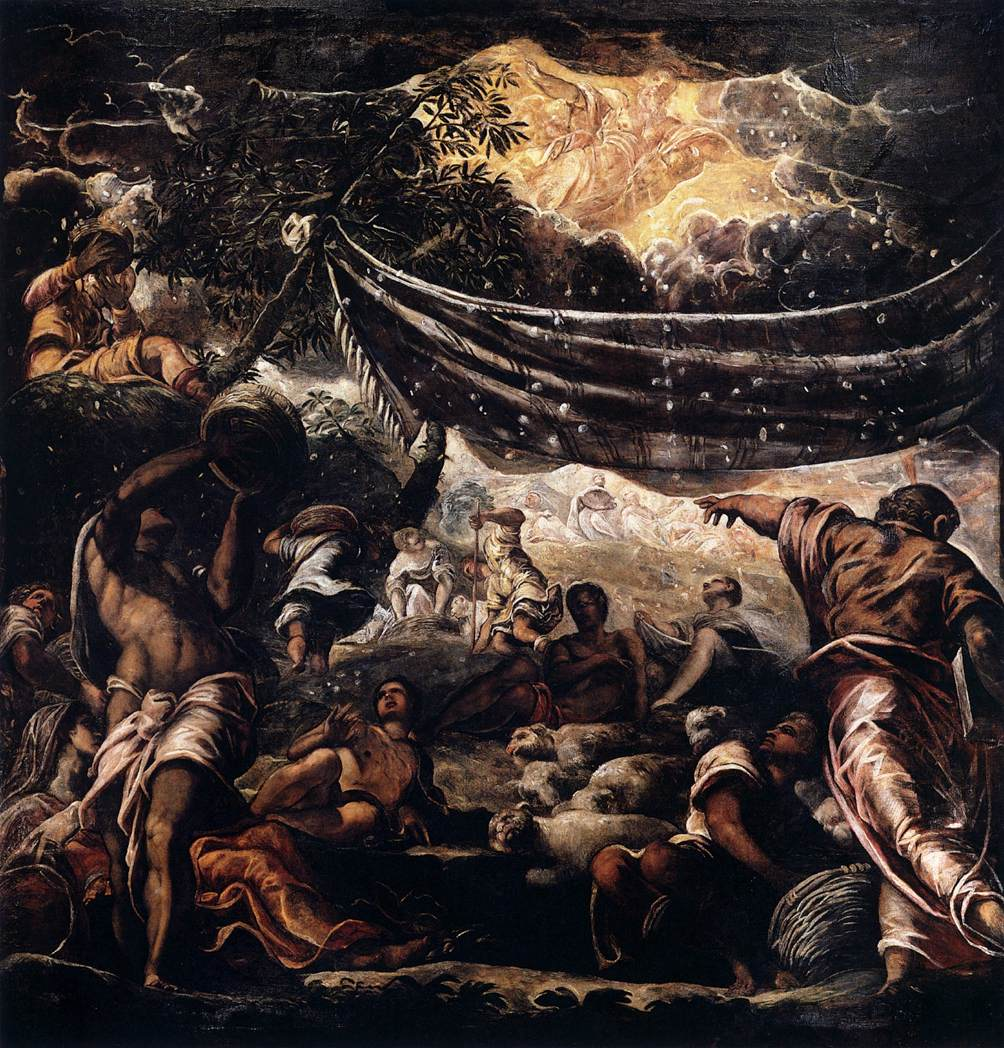
『マナの収集』1577年
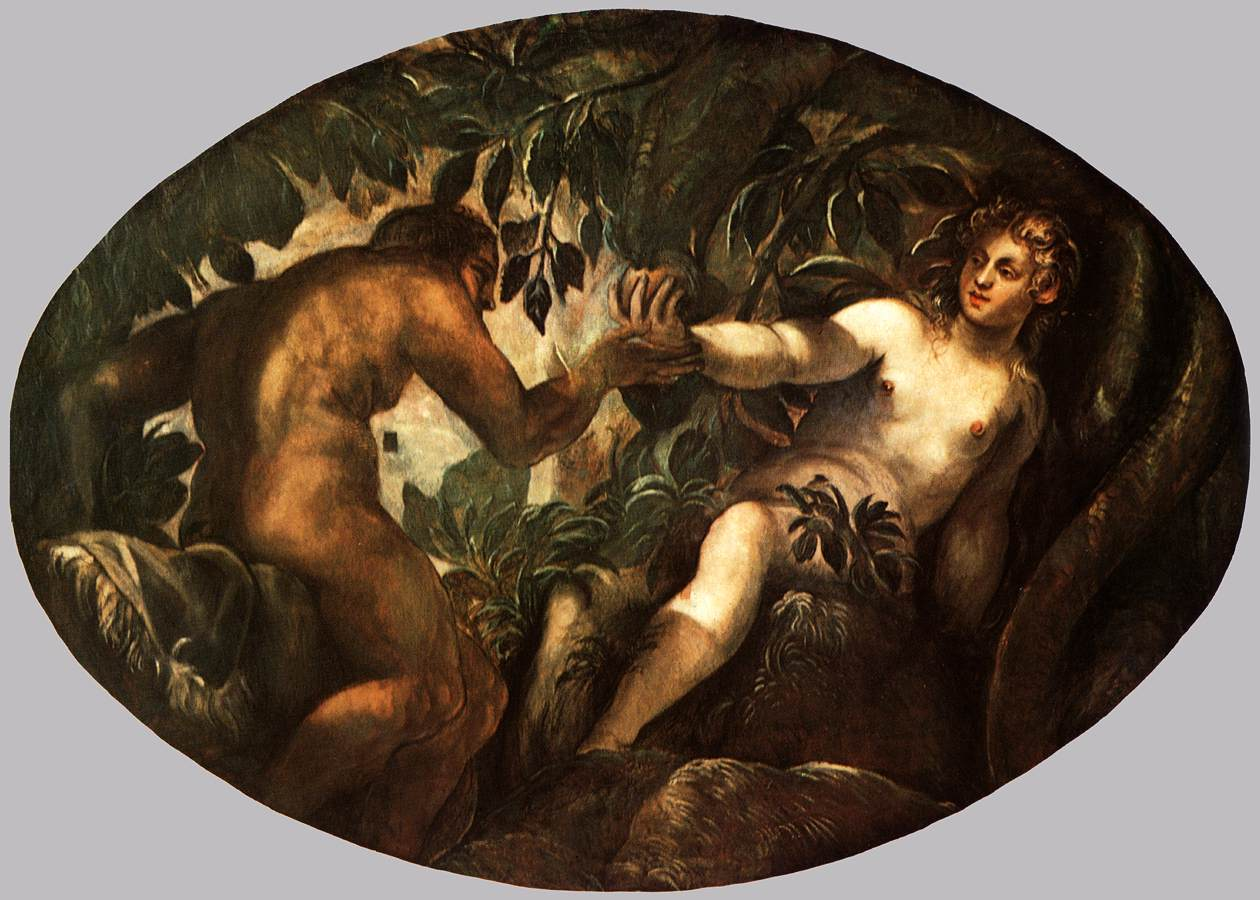
『アダムとイヴ（原罪）』1577年から1578年の間
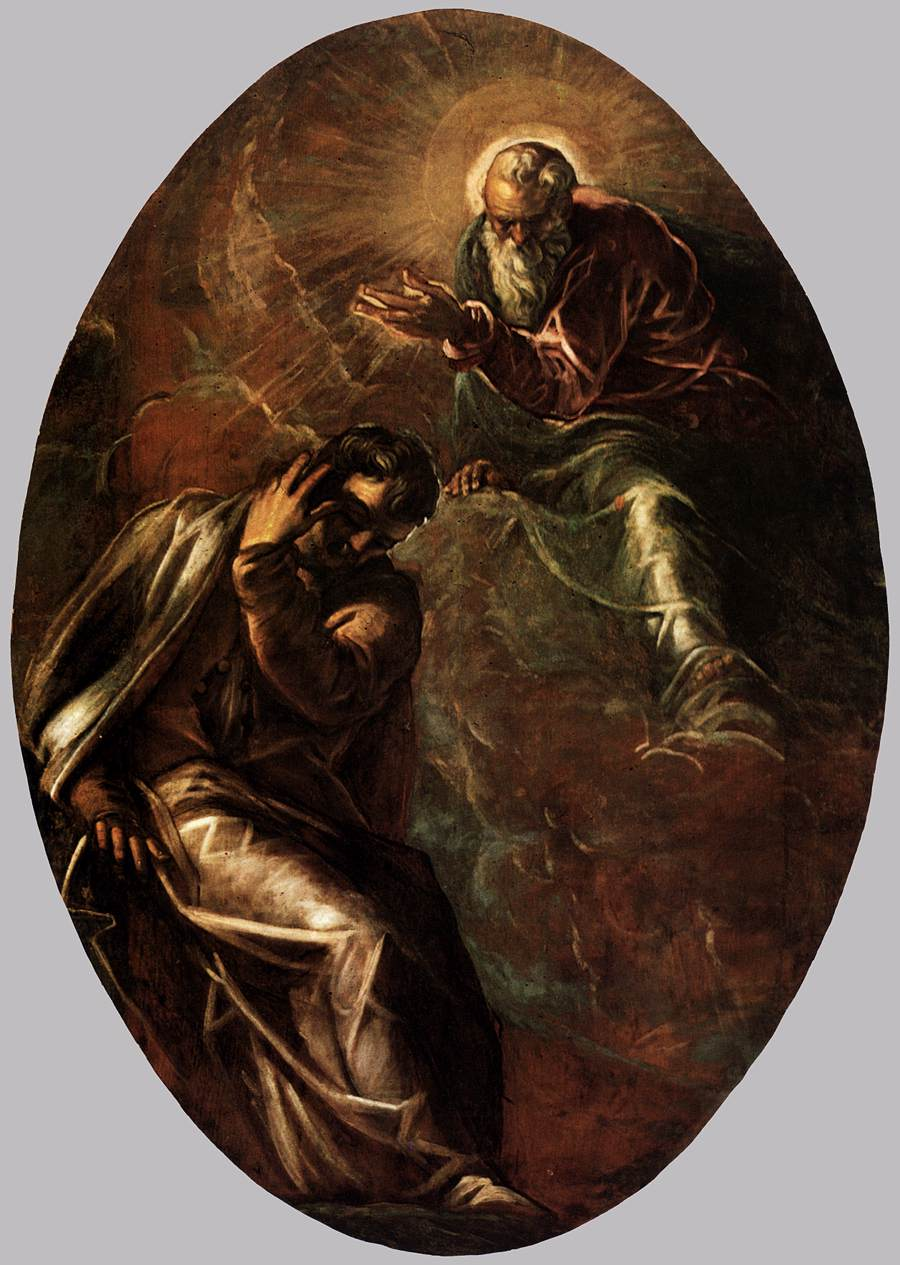
『モーセの呼びかけに現れる神』1577年から1578年の間
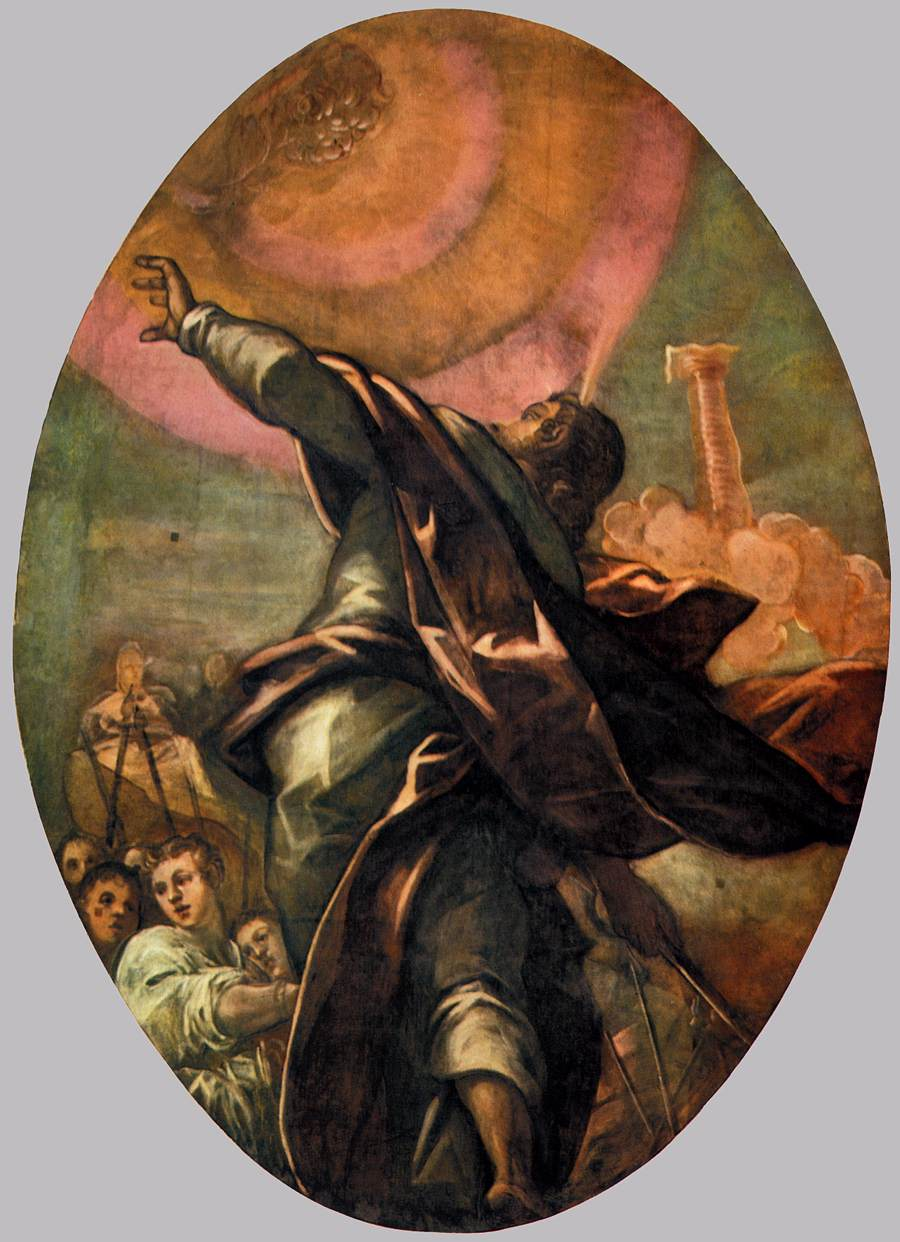
『モーセと火の柱』1577年から1578年の間
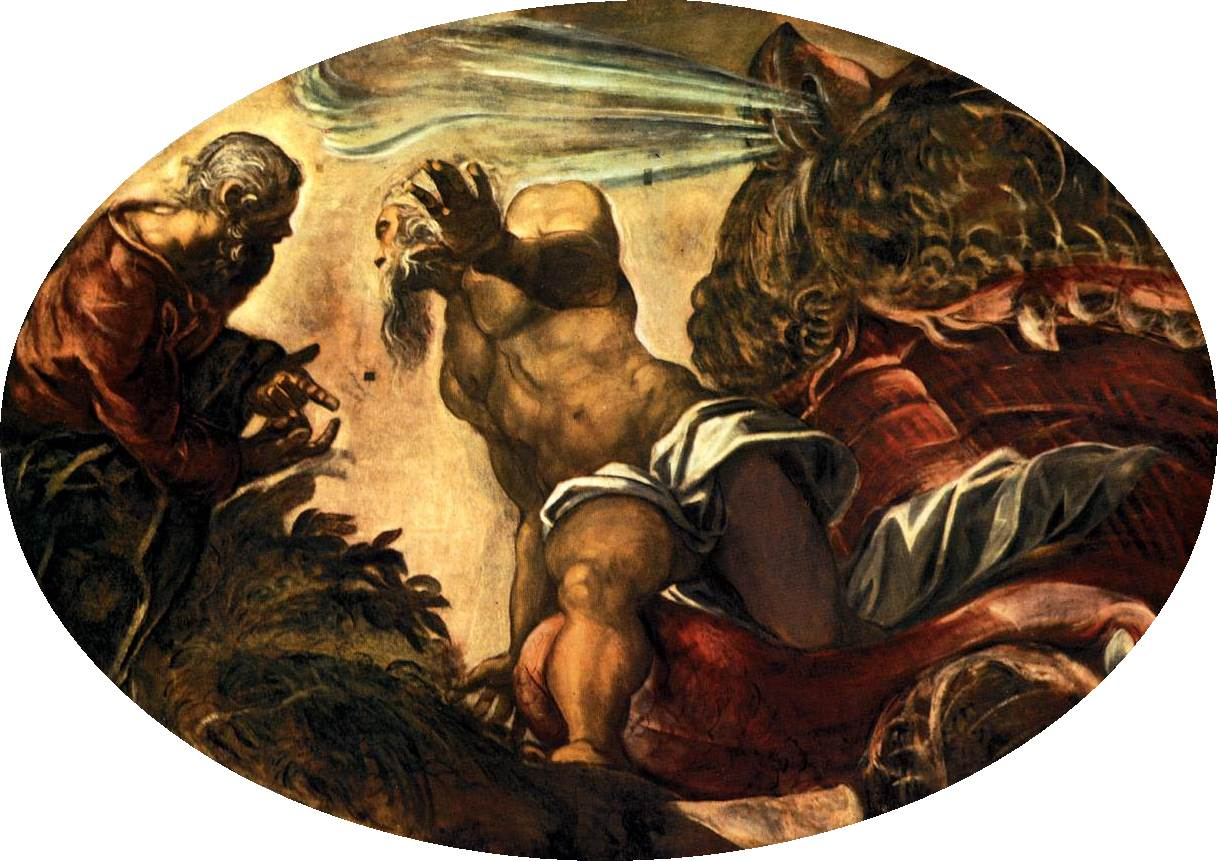
『ヨナと鯨』1577年から1578年の間
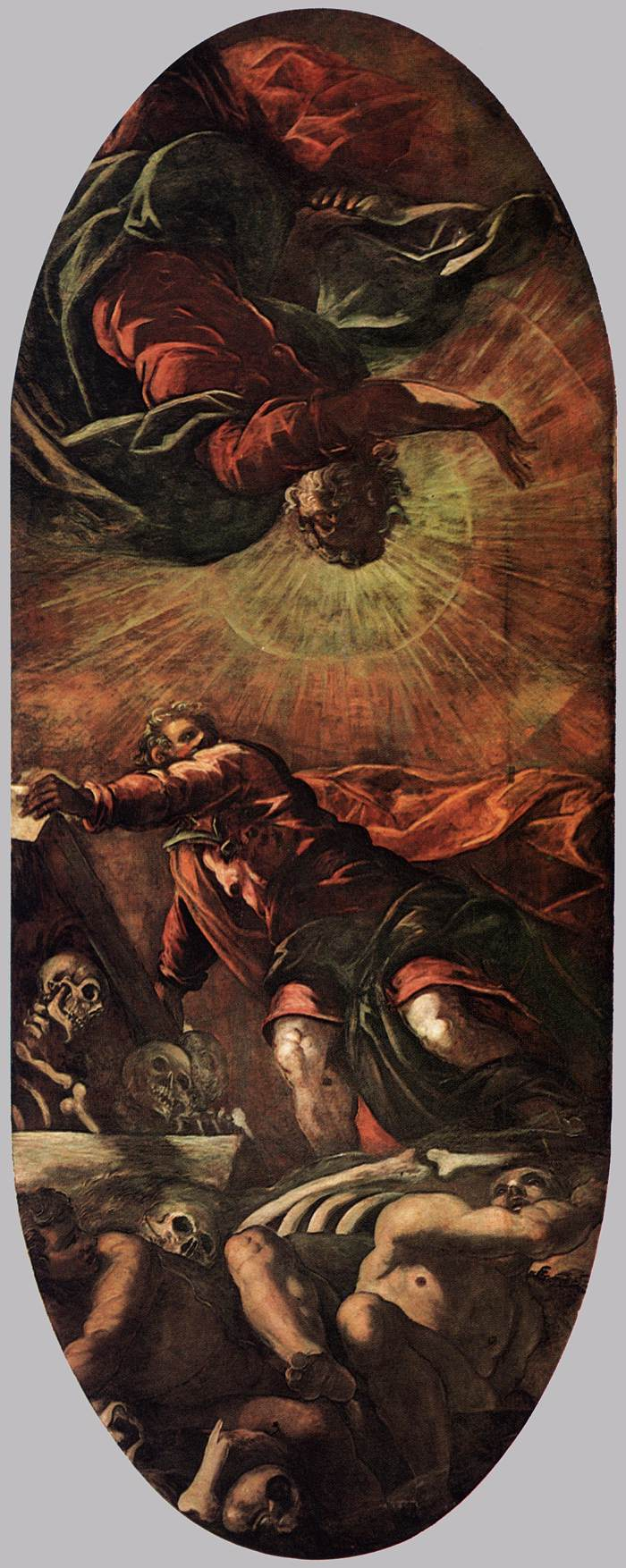
『エゼキエルの幻視』1577年から1578年の間
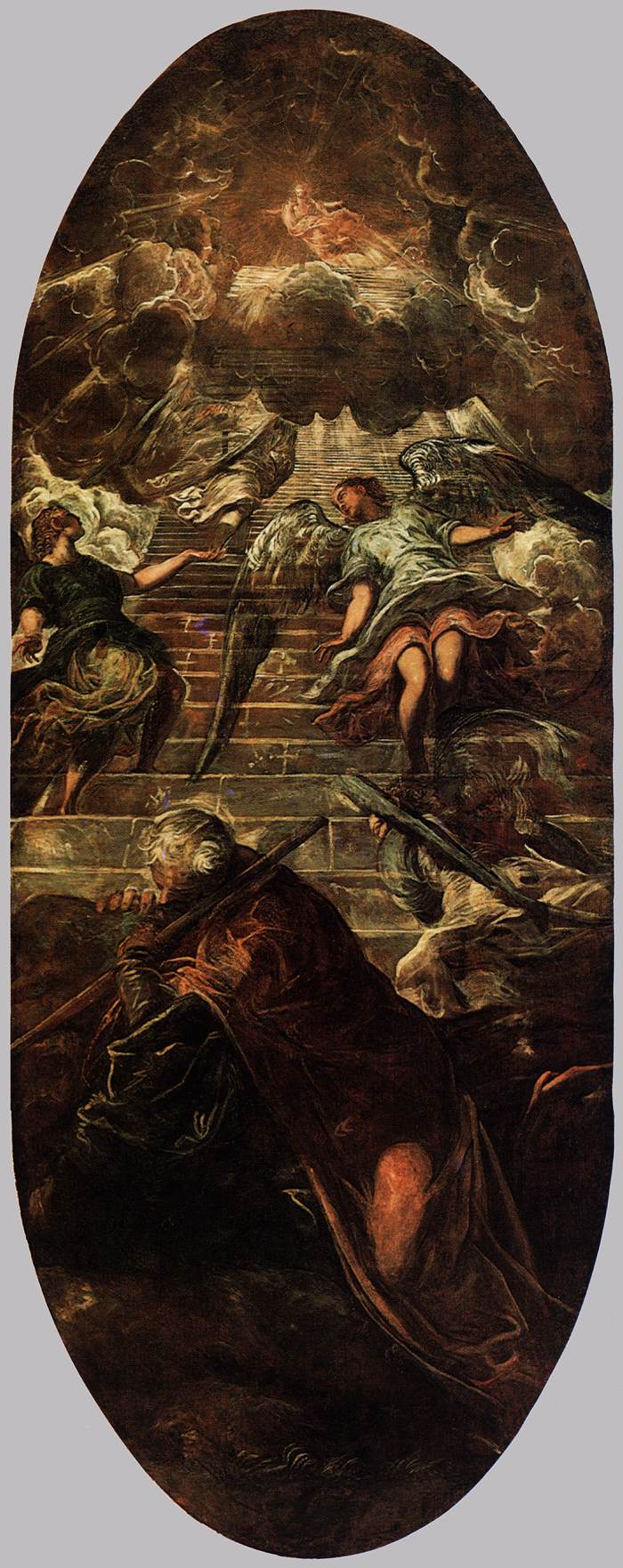
『ヤコブの梯子』1577年から1578年の間
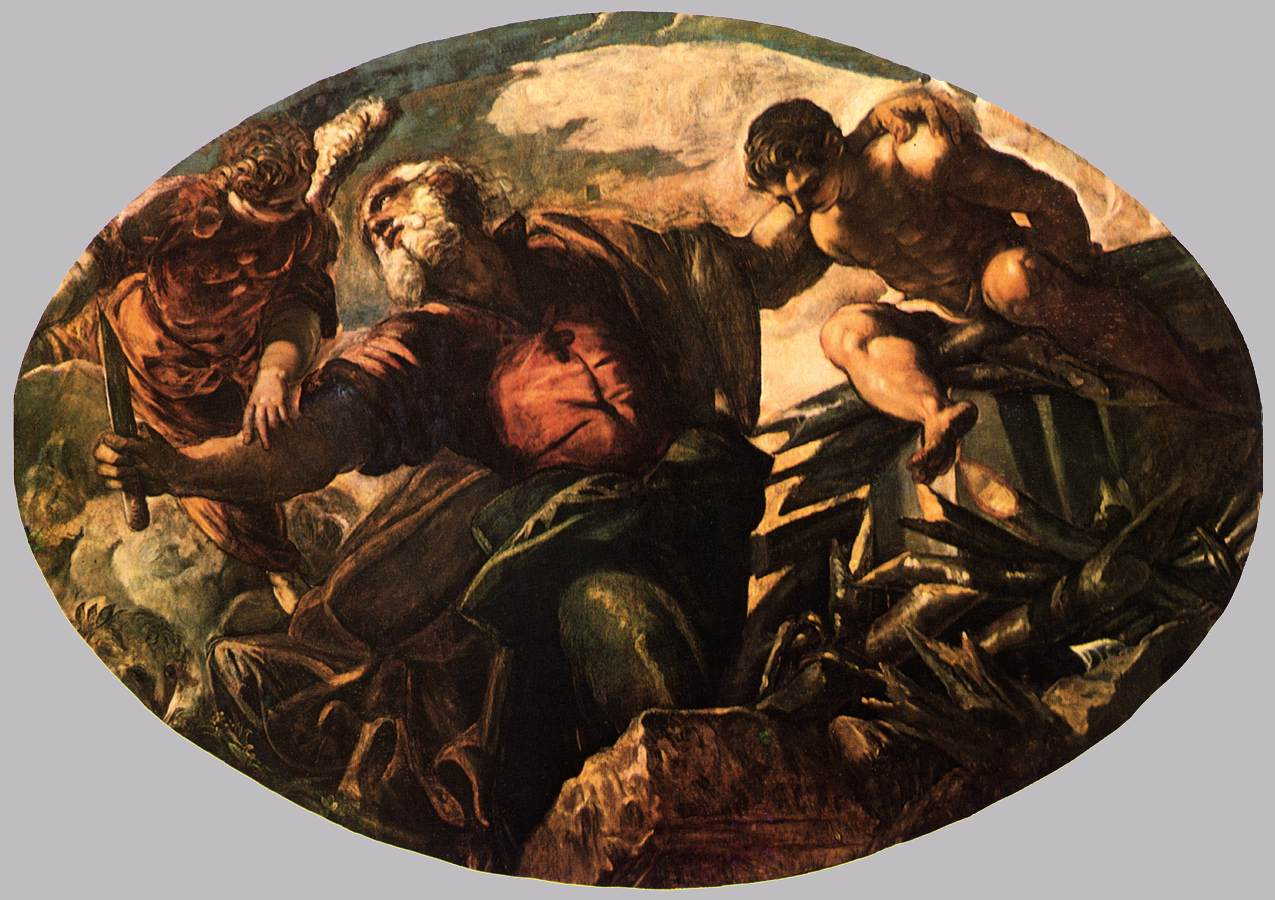
『イサクの犠牲』1577年から1578年の間
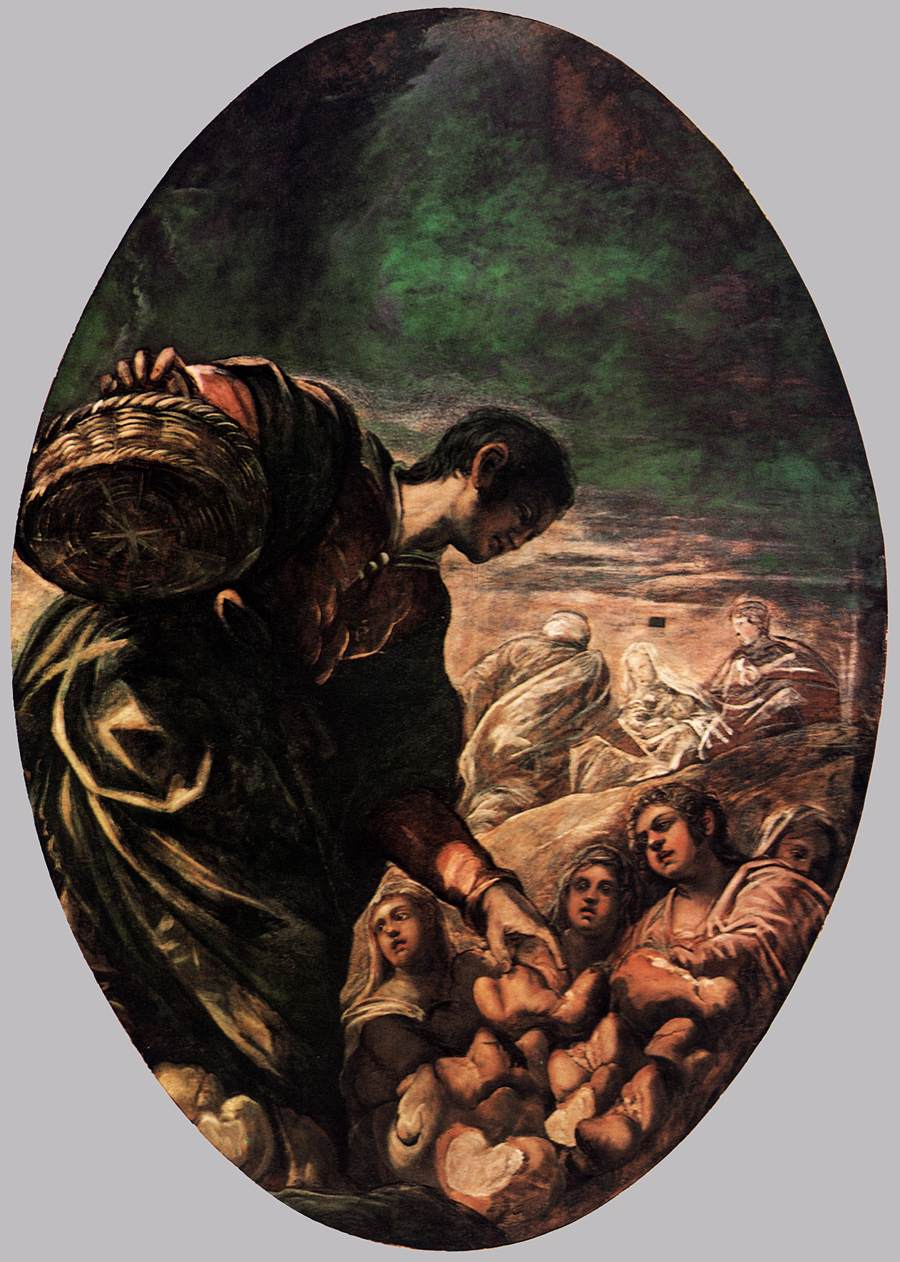
『パンを配るエリシア』1577年から1578年の間
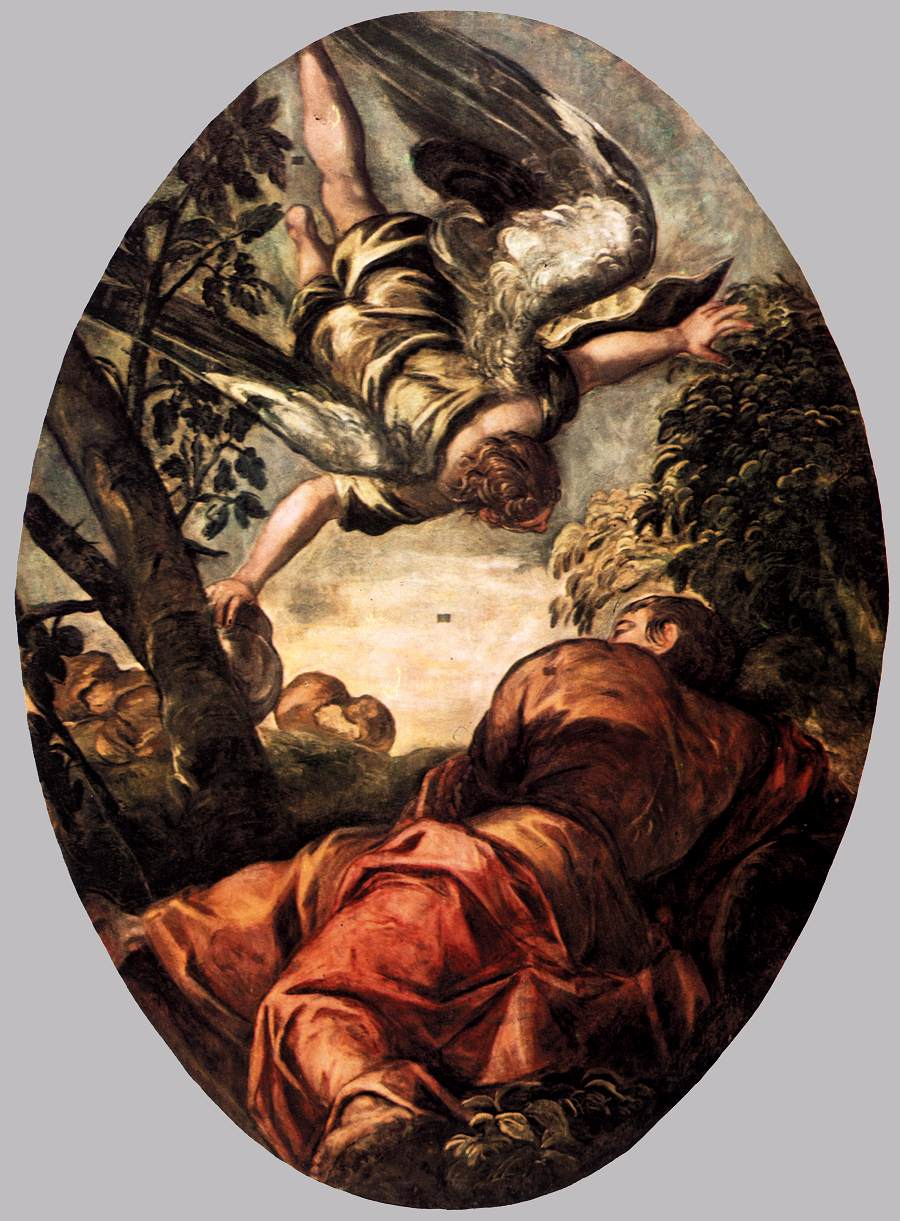
『天使に食物を与えられるエリヤ』1577年から1578年の間
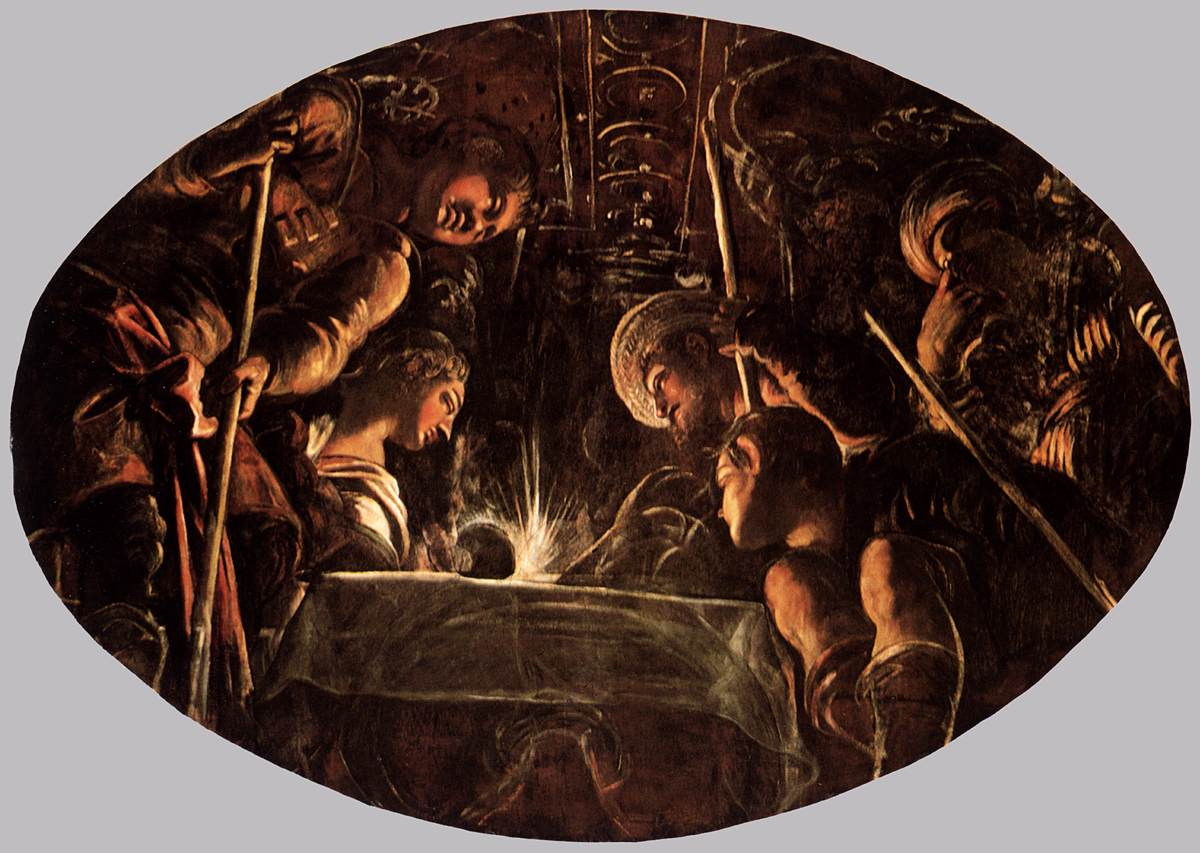
『過越祭』1577年から1578年の間